# Téléphérique Prodains Express
 (novembre 2021).
Le téléphérique Prodains Express est une remontée mécanique de type téléphérique 3S situé à Avoriaz en Haute-Savoie. Cette remontée faisant partie du grand domaine skiable des Portes du Soleil, permet de relier le hameau des Prodains au fond du Vallon des Ardoisières à la station d’Avoriaz située en altitude et constitue une liaison importante entre Morzine et Avoriaz. Inauguré en 2013, il s’agit du deuxième téléphérique 3S construit en France après le téléphérique de l’Olympique à Val d’Isère. Il remplace un ancien téléphérique à va-et-vient sur le même parcours qui datait de 1962.

## Historique

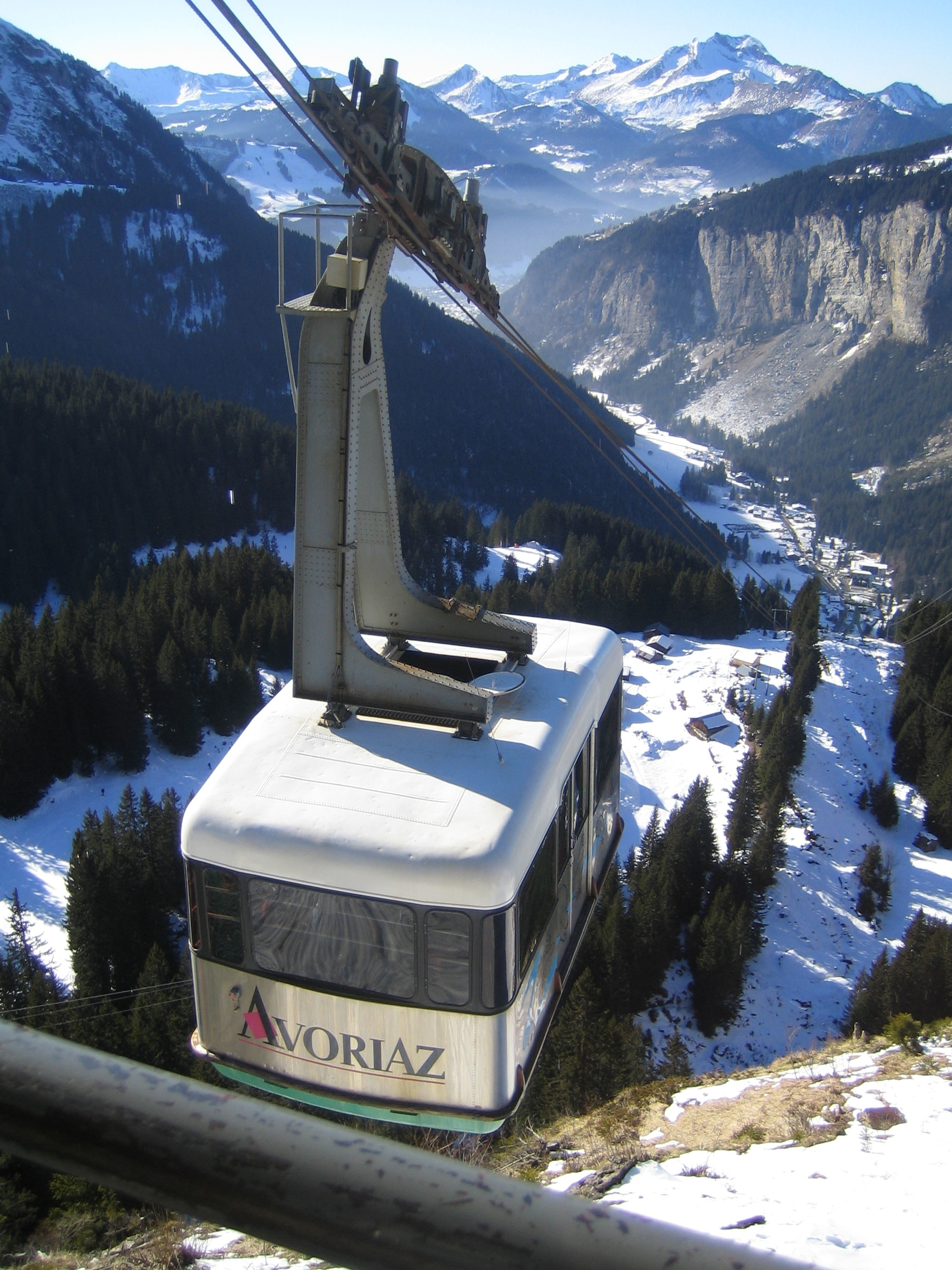
Ancien téléphérique démonté en 2013.

Juste après l’ouverture de la station d’Avoriaz en 1960, il fut décidé de construire une remontée mécanique permettant aux skieurs d’accéder à la station depuis le Vallon des Ardoisières, évitant ainsi d’emprunter la route avec de nombreux virages en lacets depuis Morzine. La construction du téléphérique démarra en 1961, sa réalisation fut confiée à la société Applevage. Le téléphérique fut ouvert l’année suivante en 1962. Il s’agissait alors d’un simple téléphérique à va-et-vient avec un temps de montée d'environ sept minutes. En 1980, le télésiège trois places de Vérare fut ouvert, permettant d’offrir une alternative pour accéder aux pistes du domaine depuis le fond du vallon. 
Mais à partir des années 2000, en raison de l'importance de la liaison effectuée par le téléphérique, il est décidé de remplacer ce dernier par un appareil bien plus performant. Le choix se porte sur la technologie du téléphérique 3S. En effet, ce type de remontée a l'avantage d'être à la fois rapide et de posséder une capacité très importante. La construction est confiée à la société française de remontée mécanique Poma et la société italienne Leitner.  Le chantier commence au printemps 2012 et le nouveau téléphérique est inauguré un an plus tard en avril 2013, peu de temps avant la fermeture saisonnière de la station. L'ancien téléphérique est quant à lui démonté la même année mais les gares amont et avale restent conservées. Le télésiège de Vérare est cessé d'être exploité dès l'ouverture du nouveau téléphérique.

## Description de la ligne
Le téléphérique Prodains Express est l’un des moyens les plus avantageux pour se rendre à Avoriaz depuis la Vallée d’Aulps. Pour éviter la route en lacets depuis Morzine et en raison de l’impossibilité de se garer au centre de la station, la plupart des automobilistes préfèrent garer leurs voitures dans le grand parking du hameau des Prodains puis emprunter le téléphérique pour accéder au centre d’Avoriaz. De plus, des navettes effectuent régulièrement le trajet entre Morzine et la gare aval du téléphérique.
Le téléphérique présente une ligne de 1 571 mètres (soit légèrement plus court que celui de 1962) une dénivelé de 576 mètres soutenue par deux pylônes.
La gare aval est située à 1 182 mètres d’altitude dans le hameau des Prodains au fond du vallon des Ardoisières. Le bâtiment présente une architecture originale avec un toit en bois de forme arrondie. La gare abrite des caisses pour les forfaits et un très grand parking est installé à proximité.
La gare amont située dans la station d’Avoriaz à 1 758 mètres d’altitude est implantée dans une cavité rocheuse au bord de la falaise juste à côté de la gare amont de l’ancien téléphérique et abrite la motorisation de la remontée. La gare permet aux skieurs d’accéder facilement aux remontées mécaniques du domaine d’Avoriaz mais il est également possible de redescendre au hameau des Prodains par la piste bleue « Crôt ».